# أنجيلو بروكنر
أنجيلو بروكنر (بالألمانية: Angelo Brückner)، (مواليد 29 أبريل 2003) هو لاعب كرة قدم فلبيني ألماني يلعب في الظهير الأيمن والأيسر لنادي بايرن ميونخ الثاني.